# Художественный музей Кастеллани
Художественный музей Кастеллани (англ. Castellani Art Museum, CAM Niagara University) — художественная галерея в городе Льюистон (штат Нью-Йорк), открывшаяся в 1976 году под названием «Buscaglia-Castellani Art Gallery»; в 1990 году получила своё современное название, став частью частного католического Ниагарского университета (NU); постоянная коллекция музея состоит из 300 экспонатов — от работ XIX века до произведений современного искусства.

## История и описание
Коллекция произведений искусства, ставшая впоследствии фондом Художественного музея Кастеллани была формально основана в 1976 году коллекционером и меценатом Армандом Дж. Кастеллани; коллекционер, начавший свою деятельность в 1960-х годах, полагал, что сделав своё собрание общедоступным он сможет «поощрить изучение и любовь к искусству» — он также ставил и образовательные цели, полагая своё собрание ценным для студентов Ниагарского университета Ниагара и общественности Западного Нью-Йорка, в целом.
Первоначально собрание разместилось в галерее, известной как галерея Бускалья-Кастеллани (Buscaglia-Castellani Art Gallery); её здание было построено в 1978 году и располагался за пределами университетского кампуса. В галерее была размещена постоянная экспозиция из приблизительно 300 экспонатов. В 1990 году музей был переименован в «Художественный музей Кастеллани», а в кампусе для него было построено новое здание, спроектированное архитектором Томасом Москати, уже возводившим выставочные помещений в регионе.
Музей также стал использоваться и в образовательных целях — в рамках программы по изобразительным искусствам университета; в музее размещаются как художественные студии, так и аудитории. Современный музей официально «призван содействовать художественным образовательным программам для студентов университета», а также — и для школ региона. Директор музея и его кураторы участвую в образовательном процессе в NU.
В XXI веке музей владеет постоянной коллекцией из более чем 5700 произведений искусства, которая включает в себя картины, гравюры, фотографии, рисунки и скульптуры; большинство работы были либо созданы в XIX веке, либо являются произведениями современного искусства. Работы разделены на четыре основных раздела: произведения искусства XIX века (включая произведения Армана Гийомена и Джона Генри Твахтмана), европейские художники начала XX века (включая Пабло Пикассо), художники середины XX века (включая Энди Уорхола) и современные художники (включая Георга Базелица).